# Francesco Borghero
Francesco Borghero (né le 19 juillet 1830 à Ronco Scrivia, dans le diocèse de Gênes et mort le 16 octobre 1892  dans son village natal) est un prêtre italien de la Société des missions africaines (SMA). Il ouvrit la voie à l'implantation du catholicisme au Bénin et au Nigeria.

## Biographie
Attiré par l'action missionnaire, le jeune prêtre Francesco Borghero ne trouve pas en Italie le moyen de répondre à sa vocation. Il rejoint en 1858 Lyon et Mgr de Brésillac, qui vient de fonder la Société des missions africaines (SMA).
En 1859, tous les missionnaires de la SMA meurent à Freetown de la fièvre jaune. En décembre 1860, Borghero est nommé supérieur du vicariat apostolique du Dahomey : Rome a chargé la jeune Société des Missions d'explorer la région comprise entre le fleuve Volta et le Niger, de nouer les premiers contacts et d'évangéliser cette région.
Il débarque à Ouidah, le 18 avril 1861, accompagné du père François Fernandez, un Espagnol ; le Français, le père Louis Edde, étant mort à Freetown. Il prend alors contact à Abomey (capitale du royaume du Dahomey) avec le roi Glélé, souverain hostile à la pénétration européenne. Au terme d'un entretien, le roi raccompagne lui-même le missionnaire à l'extérieur de son palais : les portes du Dahomey lui sont désormais ouvertes.
Pendant les quatre années de sa présence dans le vicariat, le père Borghero voyage beaucoup : du Liberia à l’île de Fernando-Póo. Il se propose de fonder des communautés chrétiennes mais aussi de trouver des endroits salubres pour ses confrères. Pendant son séjour il réussit à fonder les missions de Ouidah et de Porto-Novo, il jette les bases de Lagos, il se rend à Abeokuta, il visite l’île de Fernando Póo, il escalade le Mont Cameroun, etc..
Bien qu'il s'efforce en permanence de se démarquer des colons et des marchands, ses relations difficiles avec les autorités coloniales françaises provoquent son renvoi en Europe en 1865. Il rentre en France épuisé, seul survivant des missionnaires envoyés entre 1861 et 1865. Il quitte la Société des missions africaines en 1868 et se retire en Italie (sa patrie d'origine) où il meurt en 1892.

## Postérité
Il est l'auteur du premier journal d'un missionnaire de la Société des missions africaines : « Par ses écrits et sa correspondance, il a fait connaître à l'Europe, le golfe de Guinée, le vaudou, les sacrifices humains, la traite des esclaves, les maladies et la grande mortalité des missionnaires en Afrique. ».
L'église béninoise a choisi pour fêter le 150e anniversaire de sa fondation la date du 18 avril 1861, soit le jour où le P. Borghero débarquait à Ouidah.